# Daria Galateria
Daria Galaterìa (Roma, 20 settembre 1950) è una scrittrice, francesista e traduttrice italiana.

## Biografia
Si è laureata in Lettere con una tesi sul monologo in Mallarmé e Valéry propostale da Giovanni Macchia presso l'Università "La Sapienza" di Roma, dove dal 1975 insegna lingua e letteratura francese.
La sua ricerca si è focalizzata sulla memorialistica, specialmente femminile. Ha curato, insieme con Alberto Beretta Anguissola a volumi alterni, la prima edizione commentata al mondo di Alla ricerca del tempo perduto di Marcel Proust, nell'edizione i Meridiani Mondadori, con la traduzione di Giovanni Raboni e la direzione di Luciano De Maria.
Nel 1996 ha vinto il premio speciale Grinzane Cavour per la saggistica d'autore con il libro Fughe dal Re Sole.
Nel 2005 il Ministero della Cultura francese l'ha promossa al grado di "Officier" nell'Ordre des Arts et des Lettres.
Per la RAI ha condotto programmi culturali collaborando con Rai Radio 3 (Spazio Tre) e Radio 2 (Alle otto della sera). Dal 2012 affianca Antonio Debenedetti e Paolo Di Paolo alla conduzione di Cartoline dal paese dei libri su Radio Città Futura. Ha inoltre collaborato con Il manifesto e dal 1990 scrive regolarmente per la Repubblica e l'Espresso.
Si è occupata inoltre di narrativa rosa collaborando in particolare a Intorno al rosa (Essedue, 1987) e a Maestre d'amore (Dedalo, 1986).
È membro della Commissione per l'assegnazione di premi di traduzione, designata dal Ministero per i Beni e le Attività Culturali, e dal 2021 della giuria del Premio Campiello.

## Opere principali

### Romanzi
- Il tè a Port-Royal, Collana La memoria n.240, Palermo, Sellerio, 1995, ISBN 978-88-389-1111-8. [romanzo vincitore del "Premio Alassio"]

### Saggi
- Invito alla lettura di André Breton, Milano, Mursia, 1977, ISBN 978-88-425-9244-0.
- Parigi 1789. Le vecchie e le nuove abitudini tratte dai Mémoires del tempo, Collana La diagonale n.42, Palermo, Sellerio, 1989, ISBN 978-88-389-0573-5.
- Fughe dal Re Sole. Memorie di cortigiani riluttanti, Collana La diagonale n.90, Palermo, Sellerio, 1996, ISBN 978-88-389-1231-3.
- Scritti galeotti. Letterati in carcere, Collana Centominuti, Roma, Rai-Eri, 2000, ISBN 978-88-397-1120-5.
  - Scritti galeotti. Narratori in catene dal Settecento a oggi, Collana La memoria n.892, Palermo, Sellerio, 2012, ISBN 978-88-389-2710-2.
- Entre nous. Incontri di scrittori italiani e francesi del Novecento, con un testo di Alain Elkann, Collana La memoria n.530, Palermo, Sellerio, 2002, ISBN 978-88-389-1777-6.
- Mestieri di scrittori, Nota di Sergio Valzania, Collana Alle 8 della sera n.14, Palermo, Sellerio, 2007, ISBN 978-88-389-2258-9.
- L'etichetta alla corte di Versailles. Dizionario dei privilegi nell'età del Re Sole, Collana La memoria n.1028, Palermo, Sellerio, 2016, ISBN 978-88-389-3490-2.
- Memorabile Elvira in: AAVV, La memoria di Elvira, Palermo, Sellerio, 2015
- Avarizia, in AAVV, Vivere con i classici, Palermo, Sellerio, 2020.
- Intorno alla Bibliothèque Nationale, in AAVV, Douce France, Roma, Gremese, 2021.
- Il bestiario di Proust, Collana La memoria n.1237, Palermo, Sellerio, 2022, ISBN 978-88-389-4349-2.

### Traduzioni e curatele
- Maria Mancini, I dispiaceri del Cardinale, Sellerio, 1987.
- Ortensia Mancini, I piaceri della stupidità, Sellerio, 1987.
- Marcel Proust, Ritorno a Guermantes, avant-textes, Studio Tesi, 1988.
- Principessa Palatina, Lettere, Sellerio, 1988.
- Madame de Caylus, Souvenirs, Sellerio, 1988.
- Madame de Duras, Il segreto, Sellerio, 1989.
- Charlotte de Robespierre, Memorie sui miei fratelli, Sellerio, 1989.
- Ninon de Lenclos, Lettere sulla vecchiaia, Sellerio, 1991 (corrispondenza con Saint-Evremond).
- Roger de Bussy-Rabutin, Storia amorosa delle Gallie, Sellerio, 1992.
- Buffon, Discorso sullo stile, Studio Tesi, 1994.
- Denis Diderot, Il sogno di d'Alembert, Sellerio, 1994 (con Il sogno di una rosa di Eugenio Scalfari).
- Sarah Bernhardt, Gita in pallone, Jouvence, 1995.
- Nicolas de la Bretonne, Lettere di una scimmia, Sellerio, 1995.
- Madame de Staal-Delaunay, Memorie, Adelphi, 1995.
- Jean Giono, L'ussaro sul tetto, Guanda 1995.
- Jean Giono, Una pazza felicità, Guanda 1996.
- Paul Morand, Il Sole offuscato - Fouquet e Luigi XIV, Corbaccio 1996.
- Vivant Denon (attribuito), La notte meravigliosa, ES, 1996.
- Louise de Vilmorin, Madame de V*** vede solo nero, ES, 1997.
- Honoré de Balzac, L'eredità del peccato, Jouvence, 1997.
- Mathilde Mauté, Moglie di Verlaine, Sellerio, 1998.
- Boris Vian, La Parigi degli esistenzialisti. Manuale di Saint-Germain-des-Prés, Editori Riuniti, 1998.
- Grace Dalrymple Elliott, La nobildonna e il duca, Fazi, 2001.
- Charles Perrault, Fiabe, Marsilio, 2002.
- Françoise Sagan, La guardia del cuore, Sellerio, 2003.
- Raymond Radiguet, Il ballo del conte d'Orgel, Sellerio, 2004.
- Madame de Charrière, Lettres écrites de Lausanne, Sellerio, 2005.
- Henri-Frédéric Amiel, Philine. Frammenti del Diario intimo, Dadò, 2005.
- Béatrix Saule, La giornata di Luigi XIV, Sellerio, 2006.
- Isabelle de Charrière, Tre donne, Dadò, 2008.
- Laure de Surville Balzac, Balzac mio fratello, Sellerio, 2008.
- Un secolo di moda femminile. Parigi 1794-1894, Sellerio, 2008.
- Anatole France, Il procuratore della Giudea, Sellerio, 2008.
- Jacques Chessex, Il vampiro di Ropraz, Fazi, 2009.
- Marcel Proust, Gelosia, Introd., trad. di Cristiana Fanelli, Roma, Editori Riuniti, 2010; nuova ed. riveduta,
- Stéphane Audeguy, Mio fratello Rousseau, Fazi, 2010.
- Allen S. Weiss, Baudelaire cerca gloria, Sellerio, 2010.
- Denis Diderot, Mystification, Archinto, 2001.
- Albert Thibaudet, Marcel Proust, Elliot, 2005.
- Marcel Proust, Un amore di Swann (trad. di Giacomo Debenedetti), Elliot, 2016
- Madame de Staël, Manuscrits déguisés, Portaparole, 2017.